# Skufia

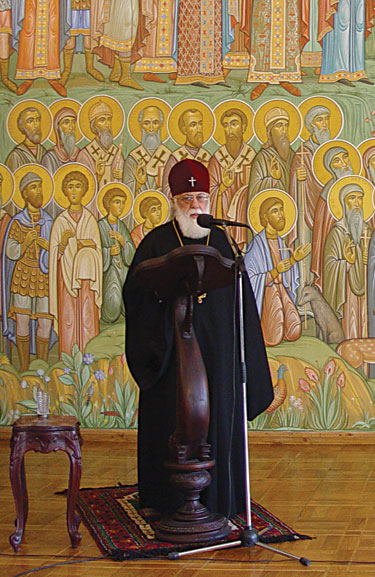
Pravoslavný patriarcha Ilia II. se skufií

Skufia (počeštěně také skufie, nebo skoufos z řeckého σκούφος) je součást duchovního oděvu, jedná se o pokrývku hlavy, kterou nosí východní pravoslavní, východní luteránští a východní katoličtí mniši (v tomto případě je černá) nebo udělovaná duchovenstvu jako čestné vyznamenání (v takovém případě je obvykle červená nebo fialová).

## Charakteristika
Skufia je bez okraje s měkkými stranami, jejíž vršek může být špičatý (slovanský styl), plochý a plisovaný (řecký styl), nebo plochý se zvýšenými okraji (rumunský styl).

## Užití
Typicky, mniši přijímají své skufie buď když se poprvé stanou novicem nebo když jsou postřiženi. Mnich nebo mniška, kteří byli postřiženi podle velké schimy mohou nosit skufii, na které jsou vyšívané modlitby, kříže a postavy serafínů.
Vysoce postavení biskupové (jako jsou arcibiskupové a metropolité či patriarchové) někdy nosí černou nebo fialovou skufia s malým křížem zdobeným drahokamy při neformálních příležitostech. mnišky někdy nosí skufii přes její klášterní závoj, zatímco mniši často nosí skufii (bez závoje), když by klobuk nebo kamilávka mohl překážet v práci.